# Fürstenberg-Taikowitz
Fürstenberg-Taikowitz fu uno stato dei Fürstenberg a sud-ovest del Baden-Württemberg, in Germania, situato in Moravia nell'attuale Repubblica Ceca. Il Fürstenberg-Taikowitz si originò dalla partizione del Fürstenberg-Weitra e venne poi ceduto all'Austria nel 1806.

## Conti di Fürstenberg-Taikowitz (1759 - 1806)
- Federico Giuseppe Massimiliano Augusto (1759 - 1806)